# 日本金融学会
日本金融学会（にほんきんゆうがっかい、英語: Japan Society Of Monetary Economics (JSME)）は、日本の学術研究団体の一つ。

## 概要
1943年6月17日設立。学術研究団体としての種別は単独学会。
経済学を学術研究領域としている。設立発起人会の趣意書によると「金融に関する理論及び政策の研究は、学者及び実務家の提携の下に、綜合的に之を行ふことによって最も善くその目的を達成」できるが、「金融問題の如く切なるに拘らず、我国未だこの目的に副ふべき研究団体の存せざることは、国家の為寔に遺憾とする所なり」との認識から設立された。
国内においては日本経済学会連合に加入している。
国際活動として韓国金融学会との定期交流を行っている。

## 沿革
- 1943年 - 金融学会設立。
- 1997年 - 日本金融学会に改称。

## 刊行物

### 金融経済研究
- 誌名（和文）：金融経済研究
- 誌名（欧文）：Review of Monetary and Financial Studies
- 創刊年：1991
- 資料種別：ジャーナル（査読付き論文を含む）
- 使用言語：日英混在
- 発行形態：印刷体、eジャーナル
- 著作権帰属先：学会
- クリエイティブコモンズ：定めていない
- 購読：有料

### Japanese Journal of Monetary and Financial Economics (JJMFE)
- 誌名（和文）：-
- 誌名（欧文）：Japanese Journal of Monetary and Financial Economics (JJMFE)
- 創刊年：2013
- 資料種別：ジャーナル（査読付き論文を含む）
- 使用言語：英語のみ
- 発行形態：eジャーナル
- 著作権帰属先：学会
- クリエイティブコモンズ：定めていない
- 購読：無料